# 平沼日菜子
平沼 日菜子（ひらぬま かなこ、1996年3月1日 - ）は、フリーで活動する日本のタレントである。青森県八戸市出身。八戸学院大学卒業。

## 略歴
2014年 地元青森でTVやラジオに出演しタレント活動を開始。
2015年 第18代ミスりんごあおもりに選出され2018年まで活動し、国内外に向けて青森県の顔として青森りんごをPR。その仕事の際訪れた台湾に心惹かれて、2018年から台湾留学を決意する。
2018年 台湾に語学留学。インスタグラムでスカウトされ台湾でタレント活動。
2019年 台湾から帰国後、フリーでタレント活動を開始。
2021年 海猫ふれんずのメンバーとして、八戸都市圏を中心に青森県の魅力を発信するwebメディアの活動を開始。
2022年 東北観光推進機構「東北PR局」アンバサダーに任命（2023年3月まで）（2022年6月15日）。
2023年 ABA青森朝日放送「ハレのちあした」水曜レギュラー（2023年4月から）（2023年3月11日）。
2024年 ABA青森朝日放送「ハレのちあした」火曜レギュラー（2024年4月から）水曜から移動（2024年3月31日）。

### 2025年
2025年 ABA青森朝日放送「ハレのちあした」木曜レギュラー（2025年4月から）火曜から移動（2025年3月31日）。

## 人物
現在は青森に拠点を置きながら、県外の仕事や台湾向けのメディアにも出演している。

## 出演

### 2014年 - 2020年
- ABA青森朝日放送（テレビ朝日系）「ズブ濡れ」（2014年）
- 八戸テレビ「ハチバン!」（2015年）
- ATV青森テレビ（TBS系）「横山ひできの新情報をリサーチせよ!」（2016年）
- ABA青森朝日放送（テレビ朝日系）「ビジョ美女」（2016年4月 - 2018年3月）
- ATV青森テレビ（TBS系）「金曜マルシェ」（2017年6月）
- ATV青森テレビ（TBS系）「横山ひできの夏のグルメをリサーチせよ!」アシスタント（2017年6月）
- RAB青森放送（日本テレビ系）「RABknight」刑事（2017年7月）
- ATV青森テレビ（TBS系）「金曜マルシェ」（2017年9月）
- ABA青森朝日放送（テレビ朝日系）「マッチョ激辛 第11回」（2020年6月）
- ABA青森朝日放送（テレビ朝日系）「マッチョ激辛 第13回」（2020年7月）

### 2022年
- SUNサンテレビ「NEWS × 情報 キャッチ＋」ナビゲーター（2022年2月21日）[注 2]
- SUNサンテレビ「NEWS × 情報 キャッチ＋」ナビゲーター（2022年2月28日）[注 3]
- SUNサンテレビ「NEWS × 情報 キャッチ＋」ナビゲーター（2022年3月7日）[注 4]
- SUNサンテレビ「NEWS × 情報 キャッチ＋」リポーター（2022年3月17日）[注 5]
- RAB青森放送（日本テレビ系）「青森じゃない!? ジャーニー」進行役（2022年3月18日）[注 6]
- ATV青森テレビ（TBS系）「横山ひできの新情報をリサーチせよ!」（2022年3月30日）[注 7]
- NHK青森「あおもりもりもり」（2022年6月4日）[注 8][8]
- ATV青森テレビ（TBS系）2022年「海と日本プロジェクトin青森県」 公式再生リスト
  - 「海と日本プロジェクトin青森県」2022年リポーター就任（2022年6月17日）[9]
  - 「八戸市に出現する日本最大級の巨大朝市 日本財団 海と日本PROJECT in 青森県 2022」リポーター（2022年7月5日）[注 9]
  - 「豊かできれいな海を未来に! 海底にたまったゴミの回収を見学 日本財団 海と日本PROJECT in 青森県 2022」リポーター（2022年7月12日）[注 10]
  - 「ティラノサウルスレースあさむし開催!  日本財団 海と日本PROJECT in 青森県 2022」リポーター（2022年7月19日）[注 11]
  - 「海の日!みなとフェスタでお神輿ワッショイ 日本財団 海と日本PROJECT in 青森県 2022」リポーター（2022年7月26日）[注 12]
  - 「海の力で生まれた絶景・映えスポットの仏ヶ浦 日本財団 海と日本PROJECT in 青森県 2022」リポーター（2022年8月3日）[注 13]
  - 「海を知って、食べて、遊んで、歌う! 日本財団 海と日本PROJECT in 青森県 2022」リポーター（2022年9月27日）[注 14]
- ABA青森朝日放送（テレビ朝日系）「ABA天気」お天気フィラー（2022年7月8日）[注 15]
- RAB青森放送（日本テレビ系）「1550ニュースレーダーWith」リポーター（2022年7月14日）
- RAB青森放送（日本テレビ系）「今年のまつりは生放送!八戸三社大祭2022〜八戸の熱い想いを今、ここに集結!」（2022年7月31日）[10]
- SUNサンテレビ「NEWS × 情報 キャッチ＋」リポーター（2022年9月9日）[注 16]
- ATV青森テレビ（TBS系）「快走‼︎いい風 尻屋崎」（2022年9月17日）[11]
- ATV青森テレビ（TBS系）
  - 「ローカル線で行く、青森を味わい尽くす町村旅! 前編」（2022年9月24日）[12][注 17]
  - 「ローカル線で行く、青森を味わい尽くす町村旅! 後編」（2022年10月1日）[注 18]
- ATV青森テレビ（TBS系）「あかつが探る! 陸上自衛隊第9師団のソコヂカラ～今、考える　防災意識～」（2022年10月29日）[13]
- IAT岩手朝日テレビ（テレビ朝日系）
  - 「GO!GO!いわて」（2022年11月5日）青森県黒石市 前編[14]
  - 「GO!GO!いわて」（2022年11月12日）青森県黒石市 後編[15]
- ATV青森テレビ（TBS系）「わっち!!」
  - #わっちタグ「#福岡県 ～前編～」（2022年12月8日）[16][注 19]
  - #わっちタグ「#福岡県 ～後編～」（2022年12月15日）[17][注 20]
- RAB青森放送（日本テレビ系）「1550ニュースレーダーWith」リポーター（2022年12月16日）[18]

### 2023年
- RAB青森放送（日本テレビ系）「1550ニュースレーダーWith」リポーター（2023年3月3日）[19]
- ABA青森朝日放送（テレビ朝日系）「夢はここから深夜放送　ラッキー」（2023年3月10日）[20][21]
- ABA青森朝日放送（テレビ朝日系）「夢はここから深夜放送　ラッキー」（2023年3月17日）[22]
- RAB青森放送（日本テレビ系）「1550ニュースレーダーWith」リポーター（2023年3月24日）[23]
- ABA青森朝日放送「ハレのちあした」水曜レギュラーMC （2023年4月5日 - ） [24]
- RAB青森放送（日本テレビ系）「1550ニュースレーダーWith」コーナー「パシャロケ!」　公式再生リスト
  - 【プロが教える】スマホで料理の撮影・パシャロケ! 1時間目（2023年4月7日）[25] [注 21]
  - 【カフェでポトレ】スマホで人物撮影・パシャロケ! 2時間目（2023年4月14日）[注 22]
  - 【桜】スマホを花を撮りたい時見る動画・パシャロケ! 3時間目（2023年4月21日）[注 23]
  - 【花ポトレ】スマホで撮れる! ポートレート撮影・パシャロケ! 4時間目（2023年4月28日）[注 24]
  - 【ポニー＆ヤギ】スマホで動物撮影・パシャロケ! 5時間目（2023年5月11日）[注 25]
  - 【絶景】スマホで遠景を撮ろう・パシャロケ! 6時間目（2023年5月19日）[注 26]
  - 【観光地あるある】スマホで記念撮影・パシャロケ! 7時間目（2023年5月26日）[注 27]
  - 【そろそろ、ねぶたの時期よね】スマホで! ねぶたと人物撮影 8時間目（2023年7月14日）[注 28]
- ATV青森テレビ（TBS系）2023年「海と日本プロジェクトin青森県」 公式再生リスト
  - 「海と日本プロジェクトin青森県」2023年リポーター就任（2023年6月5日）[26]
  - 「階上町トレッキング&潮風ヨガ体験 日本財団 海と日本PROJECT in 青森県 2023」リポーター（2023年6月26日）[27]
  - 「八戸の魚介が詰まったバターと、それを使ったご馳走を取材しましたー! 日本財団 海と日本PROJECT in 青森県 2023」リポーター（2023年7月3日）[28]
  - 「あおもりアマモ調査団のメンバーが水中ドローンに挑戦! 日本財団 海と日本PROJECT in 青森県 2023」リポーター（2023年10月30日）[29][注 29]
- 東海テレビ（フジテレビ系）「スイッチ! これアリっ!」（2023年6月15日）[30][31]
- RAB青森放送（日本テレビ系）
  - 「1550ニュースレーダーWith」リポーター（2023年6月16日）[32]
  - 「1550ニュースレーダーWith」リポーター（2023年6月23日）[33]
- ABA青森朝日放送（テレビ朝日系）「夢はここから生放送　ラッキー」（2023年7月1日）[34]
- RAB青森放送（日本テレビ系）白神山地世界自然遺產登錄30周年記念 「魅力満載!鰺ヶ沢 舞の海＆日菜子の旅日記」（2023年7月23日）[35]
  - 白神山地世界自然遺産登録30周年記念番組「魅力満載! 鰺ヶ沢」～ウラ旅日記～[36][注 30]
- 中京テレビ（日本テレビ系）オードリーさん、ぜひ会ってほしい人がいるんです。「第二回 ご当地タレントSP」（2023年7月24日）（2023年7月31日）（2023年8月7日）[37][38]
- RAB青森放送（日本テレビ系）「1550ニュースレーダーWith」PR（2023年9月12日）[39]
- RAB青森放送（日本テレビ系）「1550ニュースレーダーWith」ディスカバーあおもり（2023年10月24日）[40][41][注 31]
- RAB青森放送（日本テレビ系）「1550ニュースレーダーWith」（2023年11月21日）[42]
- RAB青森放送（日本テレビ系）「1550ニュースレーダーWith」ディスカバーあおもり（2023年11月28日）[43][注 32]
- RAB青森放送（日本テレビ系）「北国トラベラーズ2023　～東北・北海道といえばこれだ! 選手権～」（2023年12月23日）[注 33][44]

### 2024年
- RAB青森放送（日本テレビ系）「1550ニュースレーダーWith」ディスカバーあおもり（2024年2月15日）[45]
- SUNサンテレビ「NEWS × 情報 キャッチ＋」いこか青森こいへ青森（2024年2月21日）[46][注 34]
- RAB青森放送（日本テレビ系）「1550ニュースレーダーWith」（2024年3月11日）[47]
- RAB青森放送（日本テレビ系）「1550ニュースレーダーWith」（2024年3月18日）[48]
- RAB青森放送（日本テレビ系）「1550ニュースレーダーWith」（2024年3月25日）[49]
- RAB青森放送（日本テレビ系）「1550ニュースレーダーWith」日菜子のみーっけ（2024年4月15日）[50][注 35]
- RAB青森放送（日本テレビ系）「1550ニュースレーダーWith」コーナー「パシャロケ!」　公式再生リスト
  - 【パシャロケ！】ベストショット探しの旅　三戸町①（2024年6月10日）[51] [注 36]
  - 【パシャロケ！】ベストショット探しの旅　三戸町②（2024年6月20日） [注 37]
  - 【パシャロケ！】ベストショット探しの旅　五所川原市①（2024年7月25日） [注 38]
  - 【パシャロケ！】ベストショット探しの旅　五所川原市②（2024年8月） [注 39]
  - 【パシャロケ！】ベストショット探しの旅　藤崎町①（2024年9月25日） [52][注 40]
  - 【パシャロケ！】ベストショット探しの旅　藤崎町②（2024年10月10日） [注 41]
  - 【パシャロケ！】ベストショット探しの旅　深浦町①（2024年11月） [注 42]
  - 【パシャロケ！】ベストショット探しの旅　深浦町②（2024年11月） [注 43]
- RAB青森放送（日本テレビ系）「1550ニュースレーダーWith」日菜子のみーっけ（2024年08月07日）[注 44]
- ABA青森朝日放送（テレビ朝日系）「夢はここから　ラッキー」（2024年8月10日）[53]
- RAB青森放送（日本テレビ系）「日本ジオパーク全国大会ｉｎ下北」リポーター（2024年09月29日）[54][55]
- RAB青森放送（日本テレビ系）「1550ニュースレーダーWith」日菜子のみーっけ（2024年09月30日）[注 45]
- RAB青森放送（日本テレビ系）「1550ニュースレーダーWith」日菜子のみーっけ（2024年10月10日）[注 46]
- RAB青森放送（日本テレビ系）「1550ニュースレーダーWith」日菜子のみーっけ（2024年11月13日）[注 47]
- RAB青森放送（日本テレビ系）「1550ニュースレーダーWith」ディスカバーあおもり 平沼日菜子の縄文大好き！part.1（2024年11月13日）[注 48]
- RAB青森放送（日本テレビ系）「1550ニュースレーダーWith」ディスカバーあおもり 平沼日菜子の縄文大好き！part.2（2024年11月18日）[注 49]
- RAB青森放送（日本テレビ系）「1550ニュースレーダーWith」日菜子のみーっけ（2024年12月09日）

### 2025年
- RAB青森放送（日本テレビ系）「1550ニュースレーダーWith」コーナー「パシャロケ!」　公式再生リスト
  - 【パシャロケ！】ベストショット探しの旅　十和田市現代美術館①（2025年01月）[注 50]
  - 【パシャロケ！】ベストショット探しの旅　十和田市現代美術館②（2025年01月）[注 51]
  - 【パシャロケ！】ベストショット探しの旅　つがる市①（2025年05月）[注 52]
  - 【パシャロケ！】ベストショット探しの旅　つがる市②（2025年05月）[注 53]
- ATV青森テレビ（TBS系）「ぺこぱと行く！青森なまりメシ」ナレーション（2025年02月09日）[56]
- RAB青森放送（日本テレビ系）「1550ニュースレーダーWith」コーナー「栗原心平の青森いただきます」アシスタント　公式再生リスト
  - 栗原心平の青森いただきます（2025年04月07日）
  - 栗原心平の青森いただきます4月14日「たたきサーモンの酢漬け（2025年04月14日）[注 54]
  - 栗原心平の青森いただきます4月21日切り干し大根のエスニックオムレツ（2025年04月21日）[注 55]
  - 栗原心平の青森いただきます！5月12日漬物入りつくね（2025年05月12日）[注 56]
- ABA青森朝日放送（テレビ朝日系）「夢はここから生放送ハッピィ」（2025年4月26日）[57][58]

### ネット番組／配信
- KawaiianTV「山口めろんがりんごになっちゃった ～KawaiianTV特別編 in香港～」ミスりんごあおもり（2019年1月）[注 57]
- 陣内桃則in新青森駅記念 〜桃鉄最新作デモプレイ＆生配信〜（2020年12月13日）[注 58]

### TVCM
- 八戸学院大学オープンキャンパス TVCM（2014年 - ）
- （株）セブンハーツ「活活水素水」（2015年6月）
- （株）セブンハーツ「活活水素水」（2017年3月）
- 東北ファーム「味乙女」（2017年7月）
- 八戸液化ガス株式会社（2021年9月）YouTube
- 青森ダイハツ（2021年10月）
- 八戸液化ガス株式会社（2022年8月）[59]YouTube
- 公益社団法人 青森県バス協会（2022年9月）[60][61]
- Kracie いち髪（東北6県　みちのくのいち髪）（2022年09月）[62]
- 青森ダイハツ（2022年10月）[63]
- 八戸液化ガス株式会社（2023年10月）[64]
- 日産プリンス青森（2023年12月）[65][注 59]
- ジュネス美容室 DOUXCE店（2024年03月）[66]
- ジョージア THE ラテ（2024年06月）青森ローカル[67]
- 八戸液化ガス株式会社　ボクシング編（2024年11月～）
- 【オール日産青森4社合同】2024初売りフェア（2024年12月）[68][注 60]

### 2025年
- 家族葬のファミエール（2025年02月）[69]
- ショッピングセンターPiaDo イオンスタイル八戸沼館店（2025年03月）[70]
- イオンモール下田（2025年03月）[注 61]

### ラジオ
- FM青森「坂本サトルミリオンレディオ 」アシスタントＭＣ（2014年 - 2015年）
- BeFM「わくわく八学J局」（2014年 - 2015年）
- BeFM「Toybox」（2015年）
- NHK仙台「Nandary」（なんだりー）（2022年7月4日）[注 62][71]

### スチール/Web
- 八戸学院大学パンフレット（2014年 - 2015年）
- 陽だまり（2014年）
- はちプレ（2014年）
- 津軽おのえ温泉 日帰り宿 福家（2014年）
- 三八五オートスクール（2014年）
- クラウンパレス秋北（秋田）（2018年6月）
- イオンシネマ新青森 WebCM（2024年10月）[72]

### 2025年
- スノーブリス 「青森スノーブリス」「青森チョコスノーブリス」 WebCM（2025年1月）[73][注 63]

### MC
- 八戸市庁前「おまつりひろば」（2015年）
- しちのへ夏祭り（2015年）
- 津ガフェス 青森県（2024年）[74]

### その他
- きざん八戸ウエディングフェアモデル（2017年9月）
- 2018年 - 2019年　台湾にてタレントとして活動
- 台湾台北北師美術館「美少女の美術史」イメージガール（2019年8月）
- 台湾ファミリーマート×青森りんご　広告モデル（2019年）
- 八戸市出身のモデル平沼日菜子さんが台湾でも活動　青森と台湾の架け橋に（八戸経済新聞）（2019年11月）[75]
- MACHA365一日店長（秋葉原/東京）（2019年10月）
- クロロフイル美顔教室　広告モデル（2019年 - 2020年）
- 青森宿泊キャンペーンCM（2020年）
- 台湾 民視電視「美鳳有約」リポーター（2021年12月24日）[76][注 64]
- SAGOJO「神に捧げる酒。『上川大雪酒造』が目指す日本酒造りとは」リポーター（2021年12月24日）[77]
- 青森県庁新産業創造課「あおもりPG」ナビゲーター（2022年2月22日）[注 65]
- ヘナのことならIPM 美坐浴　〜今日は、キレイな汗を流す日〜（2022年4月6日） [注 66]
- 台湾観光ドットコム 華流芸能人【八戸液化ガスCMで話題】平沼日菜子さんインタビュー。台湾と青森の架け橋に（2022年5月14日） [78]
- 八戸市広報チャンネル 「【国史跡「根城」PR動画01】よみがえる中世の風景」ナレーション（2022年4月21日） [注 67]
- Raboratory 青森放送
  - 女子旅vlog No.10　津軽びいどろが出来るまで（2021年11月12日）[注 68]
  - 女子旅vlog No.15　【女子旅】温泉ソムリエ女子と行く! 日帰り温泉で見つけた絶品スイーツ【青森県日帰り温泉宿 福家】（2021年12月31日）[注 69]
  - 女子旅vlog No.31　タプコプ創遊村でレザークラフト（2022年5月27日）[注 70]
  - 女子旅vlog No.32　タプコプ創遊村でもちせんべい焼きとドローン体験（2022年6月3日） [注 71]
  - 女子旅vlog No.33　青函トンネル入り口に行ってみた（2022年6月10日） [注 72]
  - 女子旅vlog No.34　八戸市の居酒屋 章（あきら）で青森の贅沢全部食べつくす☆（2022年6月17日） [注 73]
  - 女子旅vlog No.35　八竜飛崎の階段国道339号「津軽海峡冬景色」でお馴染みの竜飛崎。ここにある国道は車が通れません！（2022年6月24日） [注 74]
  - 女子旅vlog No.36　八戸市の素敵な廃校でそば打ち体験（2022年7月1日） [注 75]
  - 女子旅vlog No.39　八戸市南郷の「山の楽校」であの日に帰ろう（2022年7月25日） [注 76]
  - 女子旅vlog No.48　今別町ってやっぱり最高じゃん!（2022年10月21日） [注 77]
  - 女子旅vlog　No49　外ヶ浜町の絶メシ和菓子店（2022年10月28日） [注 78]
  - 女子旅vlog　No51　これは凄いぞ! お宝いっぱいの中泊町博物館（2022年11月11日） [注 79]
- ANA Beyond #MissingJapan（2022年11月11日） [79]
- 台湾 民視電視「美鳳有約」リポーター（2022年12月02日）[80][注 80]
- 台湾 民視電視「美鳳有約」リポーター（2022年12月09日）[81][注 81]
- 東青津軽はツウがある ＃ツウ軽
  - （2023年2月27日）[82]
  - （2023年3月1日）[83]
  - （2023年3月3日）[84]
  - （2023年3月7日）[85]
- 虹のふもとでナナイロぐらし青森県七戸町　移住・定住NEWS「ななタイムズ」
  - ＃01 七戸町は、ただいま進化中! 集客力のあるエリアが増えてきた!?（2023年2月28日） [注 82]
  - ＃02 道の駅しちのへ＆移住制度等ご紹介 （2023年11月29日） [注 83]
- 青函フェリーの新造船「はやぶさⅡ」デビュー! PV（2023年4月19日） [注 84]
- 令和5年度　あおもり子育てネット （2023年12月1日）公式再生リスト [86]
- Raboratory 青森放送
  - 女子旅No.86 せんべい三部作vol.1　八戸の今は無き朝から元気な喫茶「せんべい喫茶」（2023年12月1日）[注 85]
  - 女子旅No.88 最高のお肉を食べながら女子会開催（2023年12月1日）[注 86]
- あおもり健康情報局 （2024年12月03日）なくそう！受動喫煙（青森県からのお願いです）[注 87]

### 2025年
- デジっぽ青森 公式アンバサダー （2025年02月05日）[87]
- イオンモール下田30周年 キービジュアル （2025年03月16日）[88]
- イオンモール下田30周年 アンバサダー （2025年03月30日）[89]